# 伊萬尼奇格勒

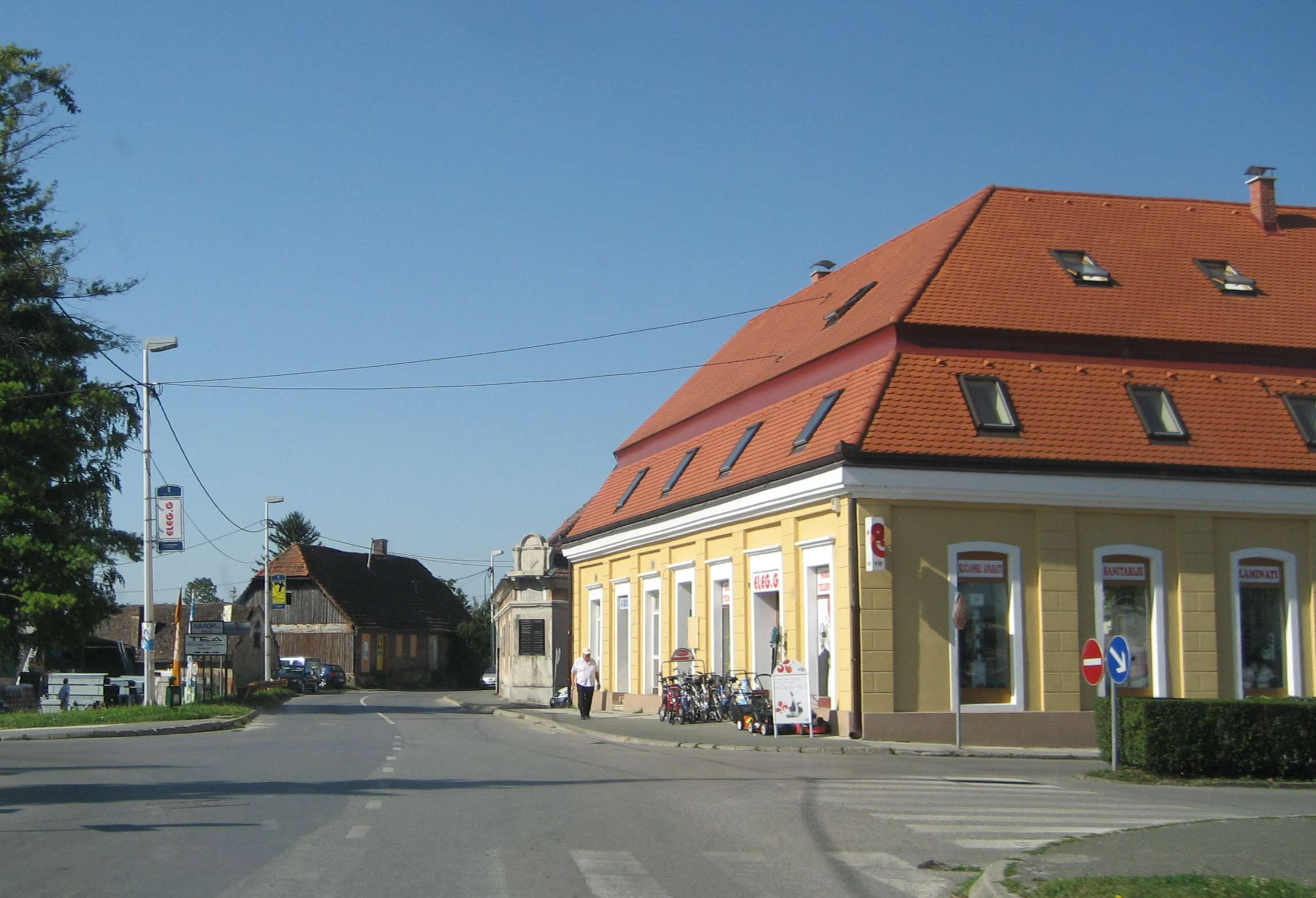

伊萬尼奇格勒是克羅地亞的城鎮，位於該國中部，距離首府薩格勒布25公里，由薩格勒布縣負責管轄，海拔高度103米，鎮上的市政廳建於1871和1889年之間，2001年人口14,723。
45°42′29″N 16°23′41″E / 45.70806°N 16.39472°E